# Людинковская волость
Лю́динковская волость — административно-территориальная единица
в составе Брянского (с 1921 — Бежицкого) уезда, существовавшая в 1918—1929 годах.
Центр — посёлок Людинка (ныне пгт Клетня).

## История
Волость образована 12 июля 1918 года из частей Лутенской, Княвицкой и Алешинской волостей Брянского уезда.
В 1922 году к Людинковской волости была присоединена оставшаяся часть Лутенской волости, а в 1924 году — и вся Акуличская волость Бежицкого (ранее — Брянского) уезда.
В 1929 году, с введением районного деления, волость была упразднена, а на её территориальной основе был сформирован Людинковский район Рославльского округа Западной области (ныне Клетнянский район Брянской области).

## Административное деление
По состоянию на 1 января 1928 года, Людинковская волость включала в себя следующие сельсоветы: Акуличский 1-й, Акуличский 2-й, Аленьский, Бабинский, Болотнянский, Деньгубовский, Коршевский, Лутнянский, Людинковский, Мужиновский, Надвинский, Недельский, Николаевский, Новомармазовский, Новотроицкий, Павлинский, Сальниковский, Старомармазовский, Столбянский, Строительскослободский, Ятвижский.